# Карповский переулок
Ка́рповский переу́лок — переулок в Петроградском районе Санкт-Петербурга. Проходит от Каменноостровского проспекта в сторону Иоанновского переулка.

## История
Наименование Карповский переулок известно с 1828 года, дано по реке Карповке, вдоль которой идёт переулок.
Первоначально проходил от Каменноостровского проспекта до улицы Профессора Попова. Западный участок закрыт в два этапа в 1950-е и 1980-е годы. Сохранилась небольшая часть западного участка (около 20 м) у пересечения улицы Профессора Попова и Иоанновского переулка.

## Достопримечательности
- Дом № 2, литера А (Каменноостровский проспект, 48) — особняк Покотиловой (1909—1911 гг., арх. М. С. Лялевич), совр. спортивный диспансер Петроградского района;  7810370000
- Гостиница «Северная Корона» (снесена).

## Транспорт
Ближайшая станция метро — «Петроградская».